# Cockney Rejects
I Cockney Rejects sono un gruppo Oi! formatosi nell'East End di Londra nel 1979. I componenti iniziali erano Jefferson "Stinky" Turner (voce), Mick Geggus (chitarra), Vince Riordan (basso), Andy Scott (batteria).

## Storia del gruppo
Il primo disco pubblicato dal gruppo fu il singolo Flares and Slippers su Small Wonder Records (che conteneva anche i pezzi Police Car e I Wanna Be a Star). Il singolo ebbe un discreto riscontro di critica e di vendita, raggiungendo le 5 000 copie vendute e la posizione numero 24 delle classifiche indipendenti del periodo. Il gruppo ebbe come spinta le trasmissioni di John Peel e le buone recensioni ricevute dalla rivista Sounds. Uno dei giornalisti che scrivevano per Sounds, Garry Bushell, diventò manager del gruppo, e grazie anche all'aiuto del cantante degli Sham 69, Jimmy Pursey, il gruppo firmò un contratto con la EMI. Lo stesso Pursey si offrì come produttore per il primo singolo pubblicato per la EMI, che fu I'm Not a Fool, pubblicato nel dicembre del 1979. Il singolo raggiunse la posizione 65 delle classifiche inglesi, e venne successivamente utilizzato in uno spot della Levi's. Nel febbraio del 1980 venne pubblicato il singolo Bad Man, che si posizionò anch'esso alla posizione 65 delle classifiche inglesi. Fu il terzo singolo, The Greatest Cockney Rip-Off, a far entrare il gruppo nella top 30, arrivando alla posizione 21, mentre il singolo successivo, I'm Forever Blowing Bubbles si piazzò nella top 40. Durante lo stesso anno il gruppo pubblicò We Can Do Anything in luglio e We Are the Firm in ottobre, singoli che ebbero però minor successo dei precedenti.
Con la pubblicazione dei primi due album, Greatest Hits Vol. 1 e Greatest Hits Vol. 2, il gruppo guadagnò un discreto seguito tra i punk e gli skinhead inglesi ed europei. Dopo il cambio di due batteristi, viene pubblicato il terzo album intitolato Greatest Hits Vol. 3, registrato dal vivo in studio davanti ad un gruppo di fan. I successivi due album (The Power and the Glory e The Wild Ones) vedranno un cambio di direzione nel suono, passando dal punk dei primi lavori ad un suono più influenzato dal metal.
Il gruppo si scioglie una prima volta nel 1985, per poi riformarsi brevemente nel 1990 per pubblicare l'album Lethal, e sciogliersi di nuovo. Nel 1999 il gruppo si rimette insieme con una diversa formazione, che comprendeva il chitarrista Tony Van Frater (ex Red Alert) ed il batterista Les "Nobby" Cobb (anche lui ex Red Alert). Con questa formazione ritorneranno sui palchi per esibirsi dal vivo, facendo da headliner in diversi festival in Germania, Italia, Spagna, Svezia, nonché negli Stati Uniti ed in Giappone.
q
Nel 2002 pubblicano l'album Out of the Gutter, che ebbe buoni riscontri di critica e pubblico. Continuano l'attività dal vivo, e nel 2006 registrano una nuova versione di I'm Forever Blowing Bubbles in occasione della finale di FA Cup raggiunta dalla squadra della quale sono tifosi, il West Ham. Nonostante il pezzo sia stato pubblicato solo due giorni prima della finale, raggiungerà la posizione 22 della classifica generale di iTunes e la quarta in quella rock. Nel 2007 pubblicano un nuovo album, Unforgiven, dal quale viene estratto il singolo (e video) Fists of Fury.

## I testi
Si deve al batterista dei Cockney Rejects il nome di questo genere, Oi! appunto, che apriva sempre i concerti urlando "Oi!Oi!Oi!" per scaldare il pubblico. Il pezzo più noto del gruppo, The Greatest Cockney Rip-Off, è una parodia del pezzo degli Sham 69 Hersham Boys. La maggior parte delle altre canzoni del gruppo erano meno commerciali, cosa dovuta parzialmente ai testi che trattavano tematiche "estreme", come le risse da strada o gli hooligan. I componenti del gruppo sono tifosi del West Ham United F.C., e il loro pezzo I'm Forever Blowing Bubbles è in pratica una cover di una canzone cantata dai tifosi del West Ham sin dagli anni venti.
La violenza descritta nei testi si manifesta spesso durante i loro concerti, e gli stessi componenti del gruppo devono a volte difendersi durante le esibizioni da assalti portati da tifosi di altre squadre, o tentano di fare da paciere tra le fazioni in mezzo al pubblico. I fratelli Jeff e Mick Geggus sono entrambi pugili amatoriali, ed hanno gareggiato a livello nazionale.
Il gruppo esprime disprezzo per i politici nei propri testi, e rifiuta l'accostamento fatto dai media al movimento neo-nazista British Movement, come anche il fatto che i componenti supportino i gruppi di estrema destra. Nella loro prima intervista alla rivista Sounds fanno riferimento al British Movement come "German Movement" affermando che molti dei propri eroi sono pugili afroamericani. Nell'autobiografia di Jeff Turner viene descritto un incidente in cui i componenti del gruppo insieme ai fan hanno combattuto contro componenti del British Movement ad uno dei primi concerti dei Cockney Rejects.

## Formazione

### Originale
- Jeff Geggus, alias Jeff Turner, alias "Stinky" Turner - voce
- Mick Geggus - chitarra
- Vince Riordan - basso
- Andy Scott - batteria

### Formazione attuale
- Jeff Geggus - voce
- Mick Geggus - chitarra
- Vince Riordan - basso
- Andrew Laing - batteria

### Ex componenti
- Keith 'Stix ' Warrington - batteria
- Nigel Woolf - batteria
- Les Cobb - batteria

## Discografia

### Album

#### Album in studio
- 1980 - Greatest Hits Vol.  1 (EMI)
- 1980 - Greatest Hits Vol. II (EMI)
- 1981 - Greatest Hits Vol. 3 (EMI, ripubblicato nel 1987 come Live & Loud!!)
- 1981 - The Power and the Glory (Zonophone)
- 1982 - The Wild Ones (AKA1)
- 1984 - Quiet Storm (Heavy Metal Records)
- 1990 - Lethal (Neat Records)
- 2002 - Out of the Gutter (Captain Oi Records)
- 2007 - Unforgiven (G&R Records)
- 2012 - East End Babylon (Cadiz Music)

#### Raccolte
- 1985 - Unheard Rejects (Wonderful World Records)
- 1986 - We Are the Firm
- 1993 - The Best of the Cockney Rejects
- 1997 - Greatest Hits Vol. 4 (Here They Come Again) (Rhythm Vicar)
- 1997 - Oi! Oi! Oi!
- 1997 - The Punk Singles Collection (Dojo)
- 1999 - The Greatest Cockney Ripoff
- 1999 - The Very Best of Cockney Rejects
- 2012 - East End to West End
- 2013 - Hammer (The Classic Rock Years)
- 2014 - Too Tough to Die 35 Years Undefeated

#### Album dal vivo
- 2008 - East End to the West End (Live at The Mean Fiddler)

### Singoli ed EP
- 1979 - Flares 'N' Slippers (EP, Small Wonder)
- 1979 - I'm Not a Fool/East End (EMI)
- 1980 - Bad Man!/The New Song (EMI)
- 1980 - The Greatest Cockney Rip-Off/Hate of the City (EMI)
- 1980 - I'm Forever Blowing Bubbles/West Side Boys (EMI)
- 1980 - We Can Do Anything/15 Nights (Zonophone)
- 1980 - We Are the Firm/War on the Terraces (Zonophone)
- 1981 - Live at Abbey Road 25th Jan 1981 (EP)
- 1981 - On the Streets Again/Lomdob (Zonophone)
- 1981 - Easy Life (EP, Zonophone)
- 1982 - Till the End of the Day/Rock 'N' Roll Dream
- 1993 - We are the Firm/15 Nights
- 2016 - Goodbye Upton Park/Bubbles
- 2016 - It's Gonna Kick Off! (EP)
- 2018 - Chapecoense/Boss of Bosses (split con The Outfit)